# Chedima purpurea
Chedima purpurea är en spindelart som beskrevs av Simon 1873. Chedima purpurea ingår i släktet Chedima och familjen Palpimanidae.
Artens utbredningsområde är Marocko. Inga underarter finns listade i Catalogue of Life.